# Жених напрокат (фильм, 2011)
«Жених напрокат» (англ. Something Borrowed) — американская мелодрама режиссёра Люка Гринфилда, снятая в 2011 году по одноимённому роману Эмили Гиффин. Главные роли сыграли Джиннифер Гудвин, Кейт Хадсон, Колин Игглсфилд и Джон Красински.
Слоган картины: «It’s A Thin Line Between Love & Friendship» (tr|Между любовью и дружбой тонкая грань).

## Сюжет
Безбашенная Дарси и застенчивая Рэйчел дружат с детства. В университете Рэйчел знакомится с красавцем Дексом, вместе с ним готовится к экзаменам, однако на вечеринке по поводу удачной сдачи девушка знакомит однокурсника со своей подругой. А Дарси сразу же приглашает Декса на свидание…
Проходит шесть лет. Во время вечеринки по поводу 30-летия Рэйчел Дарси объявляет о своей грядущей свадьбе с Дексом, но будучи в сильном подпитии уезжает домой раньше. Молодой человек отправляется проводить подругу невесты домой, и на следующее утро они просыпаются в одной постели. Однако Декс настаивает, что это не случайность, на самом деле он с университетских лет влюблён в Рэйчел. Однако они оказываются перед дилеммой — то ли развивать свои отношения, то ли ждать свадьбы с Дарси…

## Полное описание
Главная героиня, юрист Рэйчел приходит в один из баров Нью-Йорка, где её подруга Дарси устраивает вечеринку-сюрприз в честь 30-летия Рэйчел. Ближе к концу вечера Дарси сильно напивается, и её жених Декс отвозит девушку домой. Между тем, Рэйчел и её лучший друг Итон пытаются поймать такси. Неожиданно приезжает Декс и говорит, что Дарси забыла в баре сумочку от «Chanel» за 2 тысячи долларов. Когда Рэйчел находит сумочку, молодые люди уже собираются разъезжаться по домам, но Декс замечает, что Рэйчел грустит и приглашает её посидеть где-нибудь вдвоём и отпраздновать её День Рождения. Позже, немного выпив, Рэйчел признаётся Дексу, что была влюблена в него, когда они ещё вместе учились в колледже. Декс и Рэйч ловят такси, и в машине молодые люди целуются по инициативе Декса.
На следующее утро, Рэйчел будит звонок Дарси, который девушка пропускает, и с ужасом видит Декса в своей постели — той ночью между ними был секс. Проснувшись, Декс также впадает в панику — Дарси искала его всё утро. Он просит Рэйчел успокоиться, одевается и уходит. Рэйчел отвечает на звонок Дарси, и говорит подруге, что, кажется Декс веселился вместе со своим другом Маркусом, хотя Дарси считает, что Декс ей изменил. Рэйчел вспоминает дни в колледже и первую встречу с Дексом. В этот момент Декс сам звонит Рэйчел с телефона Дарси и спрашивает, как у неё дела. Затем трубку берёт Дарси и объясняет, что прошлой ночью Декс напился вместе с Маркусом, и остался ночевать у друга.
В качестве подружки невесты, Рэйчел сопровождает Дарси в свадебный салон, где Дарси выбирает себе платье. Пока Дарси выбирает тушь, которая не потечёт в то время, когда Дарси собирается заплакать на церемонии, Рэйчел вспоминает о том, как они с Дексом вместе готовились к экзаменам, и как он впервые пригласил её на свидание: Рэйчел встретилась с Дексом, но тут появилась Дарси, начавшая заигрывать с Дексом. Смутившись из-за слов подруги, Рэйчел сказала, что они с Дексом всего лишь друзья. Тогда Дарси в своей манере — напористо и довольно нагло — приглашает Декса на свидание.
По дороге из салона, Дарси говорит Рэйчел, что Маркус заинтересовался ею — он будет в соседней комнате во время выходных в Хэмптонсе, куда Рэйчел уговорила поехать Итона. Они едут на машине Декса. Вместе с ними в домике также живёт другая подруга Дарси, Клэр, с которой однажды переспал Итон, однако после этого юноша стал избегать её.
Тем же вечером, наблюдая за веселящимися в местном баре Дексом и Дарси, Рэйчел решает вызвать ревность Декса и начинает флиртовать с Маркусом, хотя он ей не нравится. Вечером, оставшись с Маркусом в гостиной во время просмотра «Дикости», Рэйчел слышит, как Дарси и Декс занимаются любовью, что очень ранит Рэйчел. Между тем, наверху Клэр приходит в спальню к Итону, и чтобы отвязаться от девушки, он говорит, что возможно, он гей. Клэр обещает сохранить его тайну и пытается всячески «поддерживать» его.
На следующее утро Рэйчел делает вид, что её срочно вызывают на работу, и она собирается уезжать. По дороге на автовокзал Декс, предложивший подвести Рэйчел, говорит, что он рад, что всё так случилось. Рэйчел считает это ошибкой, так как они оба просто напились, однако Декс замечает, что он не был пьян настолько — он сделал это, потому что хотел.
В Нью-Йорке Рэйчел пытается избегать Дарси и Декса, но они приглашают девушку на обед, где Дарси просит пойти вместо неё на концерт группы, которая понравилась Дексу, чтобы выбрать, стоит ли их приглашать на свадьбу в качестве музыкантов, пока сама Дарси отправилась отбеливать зубы. Рэйчел приходит на концерт и видит там Декса. Декс говорит, что Рэйчел ему очень нравится, но он не знает, что делать. Он просит её сказать, испытывает ли она чувства к нему. Рэйчел лишь говорит, что слишком поздно. Она уходит, но Декс догоняет её, и они целуются. Вернувшись домой, Рэйчел прослушивает сообщение на автоответчике — Декс хочет узнать, когда они смогут встретиться вновь.
В следующие выходные друзья вновь отправляются в Хэмптонс, но Рэйчел теряет терпение: ей не нравится всё время наблюдать за тем, как счастливы Декс и Дарси вдвоём. Во время вечеринки в баре она ведёт себя с Дексом крайне холодно. Поняв, чтo что-то не так, Декс присылает букет красных роз в офис Рэйчел. Этот букет видит Итон -он пытается выяснить, что происходит в жизни Рэйчел, и девушка вынуждена рассказать о том, что переспала с Дексом. Между тем, Дарси не может написать свои клятвы, она не знает, что сказать. Тогда Рэйчел произносит импровизированную речь, которая звучит куда искренней наигранности Дарси. Декс приглашает Рэйчел на прогулку, и после романтического вечера на крыше дома, мужчина остаётся ночевать у Рэйчел.
Во время ужина с Дарси и своими родителями, Декс спрашивает у отца, что делать, если ты понял, что совершил ошибку слишком поздно. Его отец понимает, что у сына появилась другая, и жёстко говорит ему прекратить роман на стороне. А Итон тем временем не понимает, почему Декс всё ещё помолвлен с Дарси, если он любит Рэйчел — молодой человек считает, что Рэйчел достойна большего, нежели мелкая интрижка с человеком, изменяющим своей невесте. Кроме того, он говорит Рэйчел, что уезжает работать в Лондон на продолжительный период.
Гуляя в Центральном парке, Рэйчел случайно встречает Маркуса, и, разговорившись, девушка понимает, что он не такой уж пошлый и пустой, как ей казалось раньше. Она решает дать Маркусу шанс и сходить с ним на свидание, несмотря на то, что всё ещё питает чувства к Дексу. Во время разговора с Маркусом Рэйчел узнаёт, что родители Декса собираются подарить на его свадьбу с Дарси роскошный дом за 2 миллиона долларов. Вечером, во время телефонного разговора с Дарси, Рейчел спрашивает у неё о доме, и это лишь придаёт Рэйчел уверенности в её решении относительно Маркуса.
Рэйчел начинает избегать Декса, игнорируя его звонки и сообщения. После девичника Дарси остаётся ночевать у Рэйчел, куда приходит Декс, чуть было не раскрывший их интрижку своим появлением. Рэйчел вынуждена сказать, что это звонил Итон, и Дарси решает, что у него с Рэйчел роман. Весело проводя время с Дарси, Рэйчел понимает, почему она её лучшая подруга, и начинает испытывать новый приступ вины за роман с Дексом. На следующее утро, протрезвев, Дарси начинает мучиться сомнениями — стоит ли ей выходить замуж за Декса. Рэйчел убеждает подругу, что она должна вступить в брак с Дексом. Кроме того, Дарси признаётся, что изменила Дексу с кем-то. Узнав об этом, Итон советует Рэйчел воспользоваться этим и разорвать помолвку Декса и Дарси.
На следующие выходные в Хэмптонсе Итон собирается рассказать всем, что происходит между Рэйчел и Дексом. Чуть было не раскрыв тайну подруги, Итон получает удар ракеткой для бадминтона по голове от Рэйчел. Тогда, чтобы выкрутиться из странной ситуации, Рэйчел лжёт, что между ней и Итоном есть роман, который они скрывают. Однако когда вечером Клэр спрашивает, правда ли то, Рэйчел говорит, что это не так, к тому же Итон не гей. Клэр сильно расстроена, но говорит, что, по крайней мере, она пыталась. Тогда в голове Рэйчел наступает ясность и она говорит Дексу, что он может делать всё, что хочет: жениться на Дарси или нет — его дело, но пусть он уже определится.
Уходя под дождём от бара, Рэйчел вновь вспоминает первое официальное свидание с Дексом, и понимает, что сама виновата в том, что отпустила Декса: тогда Декс спросил, как она отнесётся к тому, что он пригласит Дарси на свидание. Сдерживая слёзы, Рэйчел повторила, что не имеет ничего против этого, так как они с Дексом всего лишь друзья. В этот момент она решает дать понять Дексу, что готова бороться за него — она возвращается к бару и говорит, что примет любые последствия расторгнутой помолвки. Однако Декс лишь говорит, что он не может бросить Дарси.
Через некоторое время, не общаясь с Дексом, Рэйчел находит приглашение на свадьбу и решает, что ей нужно повидаться с Итоном. Она летит в Лондон, где во время одного и разговоров, Итон признаётся Рэйчел, что влюблён в неё, хотя он прекрасно понимает, что та любит Декса. На следующее утро, Рэйчел говорит Итону, что сама виновата во всём, так как считала, что Дарси отнимает у неё возможности, появившиеся в её жизни, однако, на деле она сама отдавала их подруге. Рэйчел решает противостоять натиску подруги. Вернувшись в Нью-Йорк, она встречает у своей квартиры Декса, который говорит ей, что отменил свадьбу во время предсвадебного обеда с Дарси, своими и её родителями. Декс поднимается в квартиру Рэйчел и рассказывает о реакции Дарси.
Вскоре к Рэйчел приходит Дарси и Декс прячется на кухне. Дарси говорит Рэйчел, что Декс отменил свадьбу, хотя она и сама собиралась это сделать. Во время разговора выясняется, что мужчина, с которым она изменила Дексу, — Маркус. Кроме того, она беременна. В этот момент Дарси видит пиджак Декса, и Дарси понимает, что Декс отменил свадьбу из-за Рэйчел. Дарси начинает искать Декса, и он показывается перед бывшей невестой. Дарси со слезами говорит, что она больше не хочет знать Рэйчел.
Два месяца спустя Рэйчел и Дарси случайно встречаются на улице. Дарси всё ещё зла на Рэйчел, она говорит бывшей подруге, что счастлива с Маркусом и собирается рожать ребёнка. Рэйчел говорит, что действительно рада за неё, и девушки прощаются. Дарси уходит, а затем оборачивается и говорит Рэйчел, что действительно счастлива, а затем улыбается и машет на прощание. Рэйчел идёт на встречу к ждущему её Дексу. Они целуются, берутся за руки и бредут по улице.

## В ролях
В скобках указаны имена российских актёров, дублировавших персонажей в прокатной версии картины.
- Джиннифер Гудвин — Рэйчел Вайт (Наталья Фищук)
- Кейт Хадсон — Дарси Рон (Татьяна Шитова)
- Колин Игглсфилд — Декс Тейлер III (Александр Гаврилин)
- Джон Красински — Итон (Алексей Мясников)
- Стив Хоуи — Маркус (Пётр Иващенко)
- Эшли Уильямс — Клэр
- Джеффри Пирсон — Декстер Тейлер-Старший
- Джилл Айкенберри — Бриджит Тейлер
- Джонатан Эпштейн — Профессор Зигман (Всеволод Кузнецов)
- Лея Томпсон — Свадебный консультант
- Сара Болдуин — Джун
- Марк Ла Мура — Отец Маркуса
- Линдси Райан — Продавщица
- Кирстен Дэй — Красавица-брюнетка
- Кристофер Пюлер — Муж
- Пейтон Лист — юная Дарси

Фильм дублирован объединением «Мосфильм-Мастер» на производственно-технической базе киноконцерна «Мосфильм» по заказу компании «Paradise».

## Производство

### Кастинг
Актриса Джиннифер Гудвин исполнила главную роль Рейчел — молодого юриста, влюблённой в своей давнего знакомого Дэкса, ставшего женихом её лучшей подруги. Дэкса Тейлера сыграл Коллин Игглсфилд. Также на эту роль пробовался актёр Питер Фачинелли. Роль Дарси — избалованной подруги главной героини и невесты Дэкса — исполнила Кейт Хадсон. Стиву Хоуи досталась роль весельчака Маркуса. Одно время, основным кандидатом на эту роль был Колин Фаррелл. Ранее Кейт Хадсон и Стив Хоуи играли жениха и невесту в фильме «Война невест».
Двукратная лауреатка премии «Оскар», актриса Хилари Суонк, выступила в качестве продюсера картины.

### Съёмки
Основные съёмки картины проходили в Нью-Йорке.
В сцене в парке, когда Итан и Рэйчел сидят на скамейке, женщина на соседней скамье читает книгу «Кое-что синее» (в России изданную под названием «Грусть не для тебя») Эмили Гриффин. Роман является продолжением произведения «Кое-что взаймы» (так в оригинале называется и сама картина), по которому сняли фильм.
В сцене в аэропорту один из встречающих держит табличку с именем «Л. Гринфилд». Люк Гринфилд — имя режиссёра картины. Когда Рейчел и Декс встречаются на улице, дорогу девушке перегородил грузовик службы «FedEx». В кадре видна лишь часть надписи — «dEx». Это имя главного мужского персонажа.

### Отличия от книги
- Повествование в книге ведётся от лица Рэйчел.
- В книге Рэйчел не признавалась Дексу, что была влюблена в него в институте — это является важным для сюжета, так как взаимность подтолкнула Декса к близости с девушкой. Кроме того, после первого раза они были близки неоднократно.
- В романе Дарси — брюнетка.
- В книге родители Декса развелись, когда он был ребёнком. Отец женился во второй раз, а мать болела раком молочной железы.
- В одной из глав, читатели узнают практически обо всех мужчинах, с которыми встречалась Рэйчел.

## Саундтреки
На официальный альбом попали следующие треки:
1. «Running Around In My Dreams» — Tyrone Wells
2. «Little Too Much» — Natasha Bedingfield
3. «Poison & Wine» — The Civil Wars
4. «The Longer I Run» — Peter Bradley Adams
5. «Crank It Up» — Hipjoint feat. Sherry St. Germain
6. «Groove Me» — King Floyd
7. «Push It» — Salt-N-Pepa
8. «Round Here» — Pt Walkley
9. «How’s It Going To Be?» — Pt Walkley
10. «The World I Know» — Collective Soul
11. «Wanna Touch» — Dj Axel

Песня «Little Too Much» в исполнении Наташи Бэдингфилд стала главной темой фильма и использовалась в многочисленных видеороликах и трейлерах фильма, а также звучала в финале и титрах самого фильма. Песни «Came To Party», «Ring A Ling» и «My First Wish» из репертуара Miss Eighty 6 также прозвучали в картине.
Кроме того, в фильме звучали фрагменты инструментальной композиции «After Tonight» Джорджа С. Клинтона из фильма «Дикость» и «Madness» Мориса Жарра из фильма «Роковое влечение».
Другие композиции, использованные в фильме:
- Radiohead — «Fake Plastic Trees»
- Bubba Sparx & Ying Yang Twins & Mr Collipark — «Ms New Booty»
- Anna Nalick — «Breathe (2 AM)»
- Salt-N-Pepa — «Shoop»
- Phil Dutra — «Right Behind The Rain»
- Paul Mottram — «Cast Your Cares Away»
- Paolo Nutini — «New Shoes»
- Bubba Sparx & Ying Yang Twins & Mr Collipark — «Ms. New Booty»
- Classic — «Give It 2 Me»
- Classic — «I Like Dem Girls»
- P.O.E. — «Savoy Girl»
- P.O.E. — «The Big W»
- Ali King — «Heart Sick»
- Shakti — «Get With You (Remix)»
- SWJ — «Gettin' Low»
- Matthew Perryman Jones — «Satellites»
- Arthur Lewis — «Where I Go»
- DJ Axel — «Sunrise»
- Alana D — «Quiet Night»
- Lil Wendy — «Shake It»

## Релиз
Премьера фильма в США состоялась 6 мая 2011 года в 2094 кинотеатрах.

### Кассовые сборы
В премьерные выходные картина собрала $13 945 368, заняв 4-е место в северо-американском прокате. Сборы в России составили $2 384 671. Общие сборы в США — $39 046 489, за рубежом — $21 137 332. Всего картина собрала $60 183 821 при бюджете $35 млн.

### Критика
В основном, картина получила крайне негативные отзывы. На сайте Rotten Tomatoes 15 % критиков основываясь на 106 обзорах дали фильму положительную оценку. Средний бал составил 3,9 из 10 возможных. «Несмотря на отличное исполнение Кейт Хадсон и Джона Красински, фильм не удался и полностью оправдывает своё название». Обозреватели раздела «Top Critics», состоящего из профессионалов из журналов, веб-сайтов и теле- и радиопрограмм, только 3 % (31 обзор) дали картине положительную оценку. Metacritic присвоил фильму 36 % на основе 30 обзоров.

### Награды
У фильма есть три номинации на премию «Teen Choice Awards» за 2011 год:
- Лучший актёр в романтической комедии (Джон Красински)
- Лучшая актриса в романтической комедии (Джиннифер Гудвин)
- Лучшая романтическая комедия